# Gerberga
Gerberga („die mit ihrem Speer Schutz verschafft“) ist ein weiblicher Vorname.

## Herkunft und Bedeutung
Gerberga ist einer der Leitnamen der Liudolfinger.

## Namensträgerinnen
- Gerberga I. (Gandersheim), Tochter Liudolfs von Sachsen, Äbtissin des Stifts Gandersheim 875–897
- Gerberga (Frankreich) (913–969), Tochter König Heinrich I. (Ostfrankenreich), Königin von Frankreich
- Gerberga II. (Gandersheim), Enkelin König Heinrichs I., Äbtissin von Gandersheim 956–1001
- Gerberga von Burgund, Enkelin Königin Gerberga von Frankreichs, Tochter König Konrads von Burgund
- Gerberga (Frauenchiemsee), Äbtissin des Klosters Frauenchiemsee, Tochter Heinrichs des Zänkers, nur in einer Urkunde für das Jahr 1077 bezeugt, Existenz nicht sicher
- Gerberga von Babenberg bzw. von Österreich (gest. 1142), Ehefrau von Herzog Bořivoj II. von Böhmen
- Gerperga, Ehefrau von Karlmann I.
- Gerberga von Cappenberg, Äbtissin des Stiftes St. Servatius in Quedlinburg